# بينيين بريدي
بينيين البريدي أو نظام التهجي البريدي «يتشنغشي بينيين» — نظام بدئ في استعماله منذ أواخر عهد سلالة شِنغ بعيد مؤتمر الدورة المشتركة البريدية الإمبراطورية، لتسمية الأمكنة الصينية بحروف الأبجدية اللاتينية، لتسهيل المراسلات البريدية خصوصا.
أسلوب بينيين البريدي مبني على طريقة ويد–جيلز في الكتابة؛ لكن بينهما نقط اختلاف، لأن بينيين البريدي:
- ليس مشتملا على أية شكلات أو علامات نغم.
- يمثل chi ،ch'i ،hsi و-hs على التوالي:
  - tsi ،tsi، وsi أو ki ،ki، وhi (بالنسبة للثلاثة الأوائل). كما في Peking/Pei-ching، وTientsin/T'ien-chin ثم Tsinan/Chi-nan.
  - (بالنسبة للأخير -hs) على شكل -sh أو s-، كما في Sinkiang/Hsin-chiang.